# 觉苏瓦
覺蘇瓦（發音：[tɕɔ̀zwà]），舊譯憍苴，或譯交斯華，緬甸蒲甘王朝君主，1289年至1298年在位。覺蘇瓦是前任國王那臘底哈勃德的兒子。
那臘底哈勃德在元緬戰爭中南逃被殺，覺蘇瓦時任达拉總督，他的兄長烏沙那是勃生總督，底哈都是卑謬總督。底哈都弒父後又殺了烏沙那，隨後進攻位於达拉的覺蘇瓦。覺蘇瓦擊退了底哈都的軍隊，後來底哈都死於攻打勃固的戰事中。
1289年，覺蘇瓦返回蒲甘即位為王。然而，此時的蒲甘國王權力僅止於蒲甘城附近地區，緬甸境內群雄四起，東方皎施地區有以敏象城（或稱木連城）為據點的撣族三兄弟阿丁克亞、亞扎丁堅、底哈都，南方有馬都八的伐麗流、勃固的多羅跋、阿臘干的明帝（Min Hti），北方的太公城有元軍駐紮。
1297年，覺蘇瓦派遣長子信合八的前往北京朝覲元成宗鐵穆耳，鐵穆耳封覺蘇瓦為緬王。元使到達蒲甘時，覺蘇瓦大喜，舉行了盛大的儀式，命群臣前來聽詔，阿丁克亞兄弟抗命不來。1298年，阿丁克亞兄弟起兵叛亂，覺蘇瓦兵敗被俘，後被囚禁在敏象城的豬圈。一說阿丁克亞三兄弟與那臘底哈勃德的寡妃修氏合謀，誘騙覺蘇瓦至敏象城，強令其剃髮出家。1299年，覺蘇瓦被阿丁克亞縊殺。